# Holochroa dissociarius
Holochroa dissociarius là một loài bướm đêm trong họ Geometridae.